# Pinar del Río
Pinar del Río est une ville de Cuba et la capitale de la province de Pinar del Río.

## Géographie

### Situation
La ville de Pinar del Río est située à 164 km au sud-ouest de La Havane. 
La municipalité s'étend jusqu'au golfe de Batabanó (mer des Caraïbes) au sud. Sa côte est à la pointe est de la baie de Cortés.

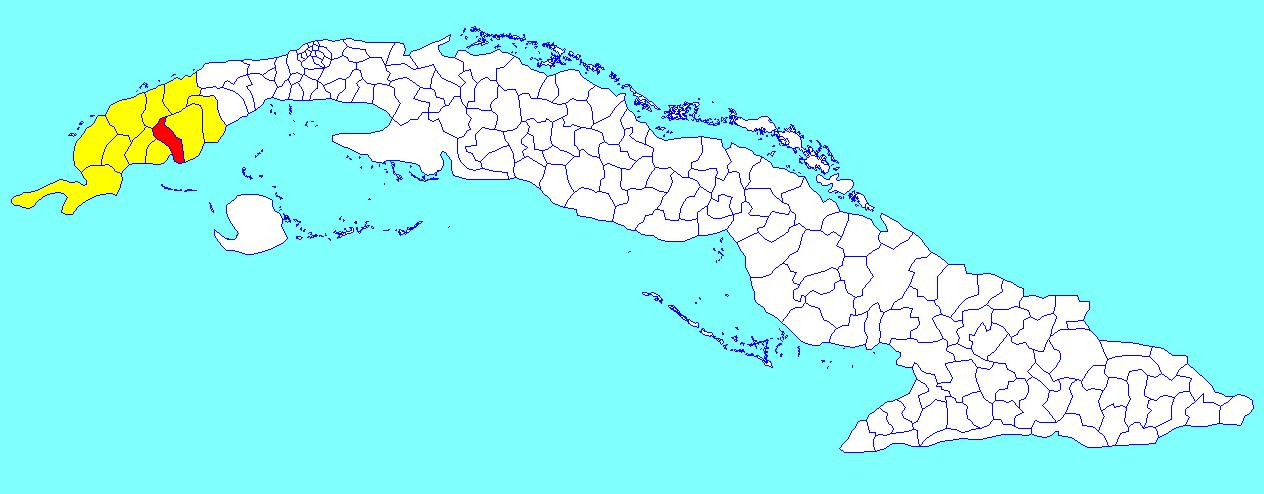
Municipalité de Pinar del Río dans la province de Pinar del Río

### Divisions administratives

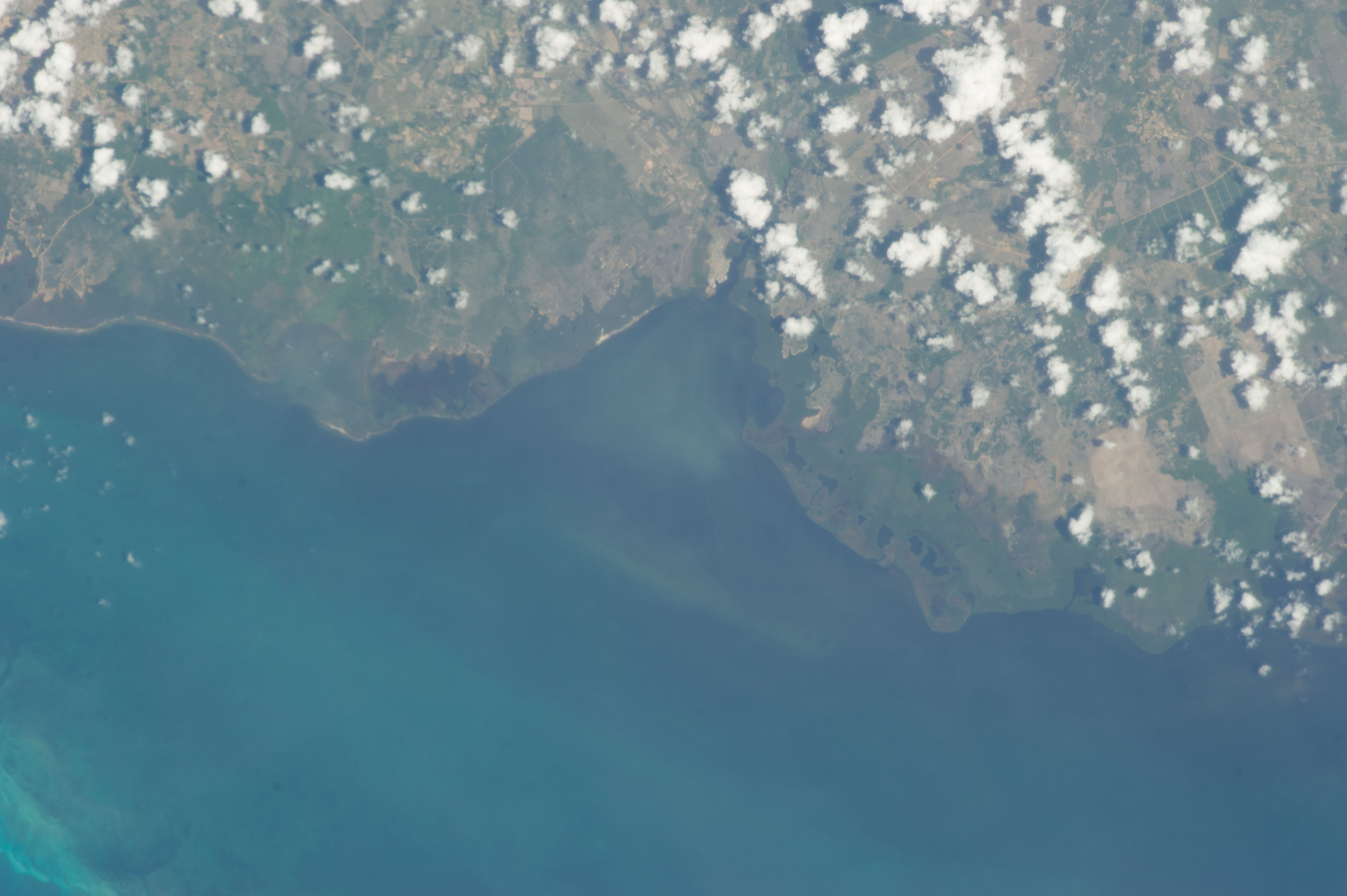
Vue satellite sur la baie de La Coloma

La municipalité inclut 18 consejos populares :
- Jagüey Cuyují
- Celso Maragoto Lara
- 10 de Octubre
- Hermanos Cruz
- Capitán San Luis
- Cuba Libre
- Hermanos Barcón
- Carlos Manuel
- Ceferino Fernández Viña
- San Vicente
- La Guabina
- Aguas Claras
- La Conchita
- El Vizcaíno
- Las Taironas
- Las Ovas
- Briones Montoto
- La Coloma (en)

La ville est traversée par le Río Guamá, issu du lac de retenue Guamá au nord de la ville et qui conflue avec le Feo moins de 4 km avant la baie de Guamá sur San Luis.

## Transport
La ville est desservie par la Carretera Central et par l'autoroute A4 (en). L'aéroport de Pinal del Rio (en) est abandonné et l'aéroport de La Coloma (en) n'a pas de vols réguliers. Il y a une gare de chemin de fer sur la ligne de La Havane.

## Histoire
Entre 1773 et 1776, le marquis de la Torre donne ordre à José Varea, responsable local des taxes, de vendre à petits prix un terrain aux voisins de la « colline de Cuní » - nom à cette époque de la hauteur où se trouve aujourd'hui le petit parc de l'Indépendance dans la ville. Une dizaine d'années après, cette zone comprend 20 foyers et quelque 100 habitants ; la juridiction de Nueva Filipina y soit transféré.
Le nouveau lieu est appelé Pinar en raison de son voisinage avec une pinède située sur les rives de la rivière Guama.[réf. nécessaire]
En 1814, le village de Pinar del Río est déjà mentionné. Il compte 45 habitations en 1827, 128 habitations en 1847 et 737 habitations en 1850 - date à laquelle il inclut 5 caballerias (es) (environ 65 hectares). Le 6 août 1863, les habitants demandent le statut de ciudad (ville) ; celui-ci est accordé le 10 septembre 1867 par la reine Isabelle II. La réputation du tabac produit dans la région entre pour une grande part dans cette reconnaissance.
Non loin de là, en 1896, le général Antonio Maceo livra plusieurs batailles décisives lors de la troisième guerre d'indépendance.[réf. nécessaire]

## Population
| 1878   | 1899   | 1907    | 1919    | 1931    | 1943    |
| ------ | ------ | ------- | ------- | ------- | ------- |
| 21 900 | 8 900  | 10 634  | 13 700  | 17 600  | 26 200  |
| 1966   | 1970   | 1981    | 1991    | 2002    | 2007    |
| 65 000 | 73 206 | 104 600 | 136 303 | 139 336 | 137 996 |

En 2022 la population de la municipalité est estimée à 191 081 habitants. Pour une surface de 730,9 km2, la densité est de 261,4 habitants/km².

## Économie
Pinar del Río accueille la principale manufacture de cigares de Cuba avec 80 % de la production nationale, au milieu de la plus grande zone de culture de tabac du pays.[réf. nécessaire]

## Curiosités
- Le Palacio Guasch
- Le théâtre José Jacinto Milanes
- La fabrique de tabac
- Le jardin botanique
- L'Université Hermanos Saíz de Pinar del Río (en) qui accueille près de 12 000 étudiants.
- Maspoton une réserve de chasse

## Personnalités nées à Pinar del Río
- Yoan Capote, sculpteur
- Elio Villate, artiste-peintre
- Pedro Pérez, athlète
- Pilar Jorge de Tella, féministe cubaine
- Gustavo Robreño, homme de théâtre et journaliste
- Idalys Ortiz, judokate cubaine
- Héctor Milián (1968-), champion olympique de lutte gréco-romaine.
- Luis Enrique Camejo (1971-), peintre cubain.

## Jumelage
- Martinique: Sainte-Anne.